# European Beer Consumers' Union
European Beer Consumers' Union (EBCU) är en paraplyorganisation för ölkonsumenter i Europa.

## Mål
EBCU är religiöst och politiskt obunden och har som mål att bevara europeisk ölkultur, främja traditionella ölsorter, stötta traditionella bryggerier samt representera ölkonsumenter.

## Historik och medlemsorganisationer
EBCU grundades 1990 i Bryssel  av företrädare för ölkonsumenter i tre länder:
- Campaign for Real Ale (CAMRA), Storbritannien
- Objectieve Bierproevers, Belgien - upplöstes 2002 och efterträddes av Zythos
- Vereniging Promotie Informatie Traditioneel Bier (PINT), Nederländerna

Senare har organisationer i ytterligare länder anslutit:
- L'Association des Buveurs d'Orge (ABO), Schweiz
- AssociaTion Pour l'Union des Biérophiles (ATPUB), Frankrike
- BierIG, Österrike
- Bractwo Piwne, Polen
- Danske Ølentusiaster, Danmark
- Norske Ølvenners Landsforbund (NORØL), Norge
- Ölförbundet (Olutliitto), Finland
- Sdružení Přátel Piva, Tjeckien
- Svenska Ölfrämjandet, Sverige
- Unionbirrai, Italien

Totalt representerar EBCU 110 000 medlemmar i tretton länder.